# Лень Олег Валерійович
Олег Валерійович Лень (27 жовтня 1990, Прилуки) — український футболіст, паралімпійський чемпіон.
Майстер спорту України міжнародного класу. Представляє Чернігівський регіональний центр «Інваспорт». Почесний громадянин міста Прилуки, Чернігівської області (2018). Віце-чемпіон світу Англія (2015), Паралімпійський чемпіон XV літніх паралімпійських ігор в Ріо-де-Жанейро Бразилія (2016), Чемпіон світу Аргентина (2017).
Навчався на факультеті фізичного виховання в Національному Університеті «Чернігівський колегіум імені Т. Г. Шевченка». Освітньо-кваліфікаційний рівень – магістр.

## Відзнаки та нагороди
- Орден «За заслуги» III ст. (4 жовтня 2016) — За досягнення високих спортивних результатів на XV літніх Паралімпійських іграх 2016 року в місті Ріо-де-Жанейро (Федеративна Республіка Бразилія), виявлені мужність, самовідданість та волю до перемоги, утвердження міжнародного авторитету України[2]